# Itaqui (Rio Grande do Sul)
Itaqui is een gemeente in de Braziliaanse deelstaat Rio Grande do Sul. De gemeente telt 36.560 inwoners (schatting 2009).

## Geografie

### Hydrografie
De plaats ligt aan de rivier de Uruguay die hier de landsgrens vormt.

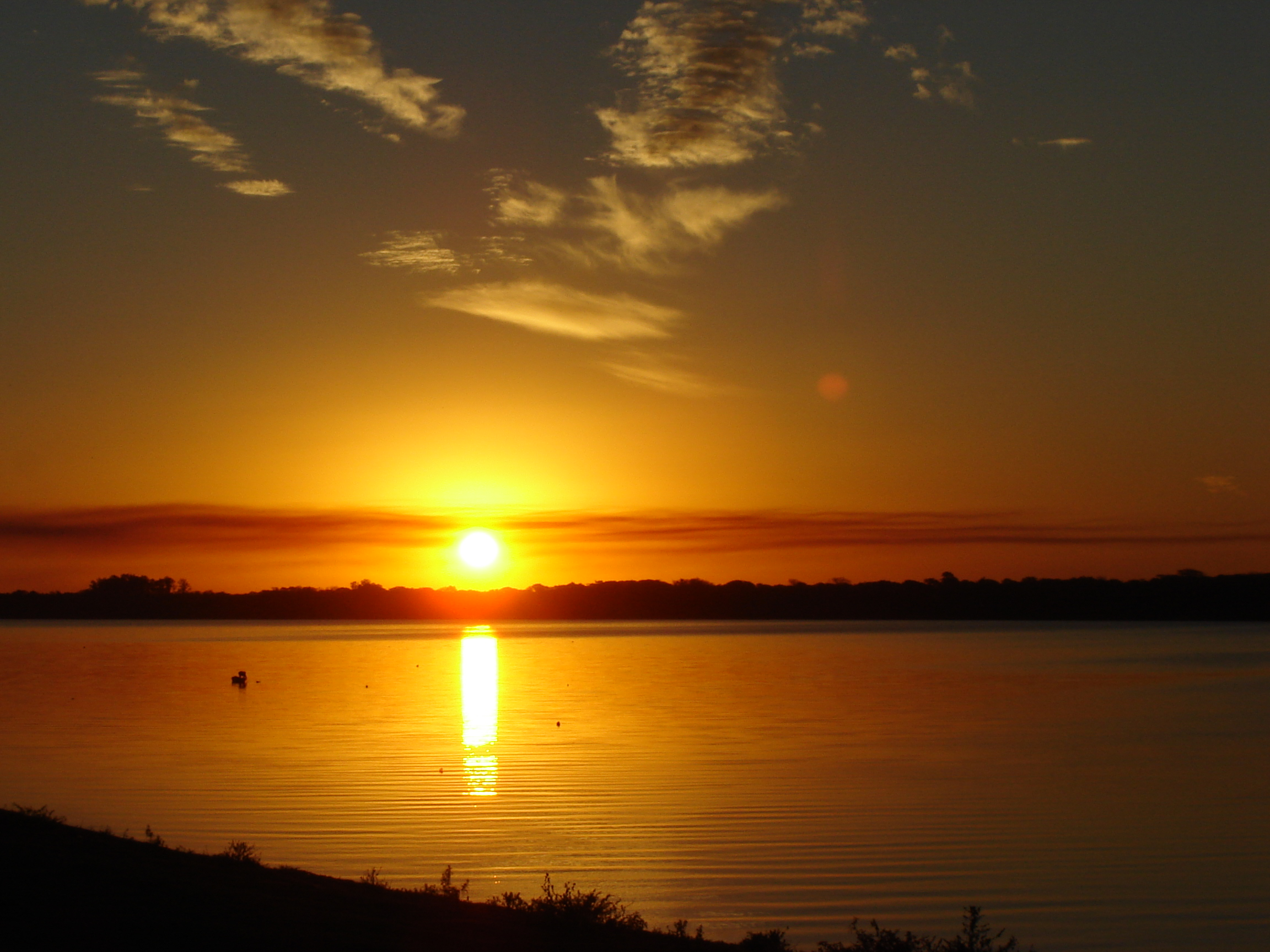
De rivier de Uruguay

### Aangrenzende gemeenten
De gemeente grenst aan Alegrete, Maçambara, Manoel Viana, São Borja en Uruguaiana.

#### Landsgrens
En met als landsgrens aan de gemeente Alvear in het departement General Alvear en aan de gemeente La Cruz en Yapeyú in het departement San Martín in de provincie Corrientes met het buurland Argentinië.

## Verkeer en vervoer
De plaats ligt aan de weg BR-472.

## Geboren
- Jandrei Chitolina Carniel, "Jandrei" (1993), voetballer (doelman)